# Польша на зимних Олимпийских играх 2010
Польша на зимних Олимпийских играх 2010 была представлена 46 спортсменами в пяти видах спорта.
Польский олимпийский комитет объявил, что за золотые медали спортсмены получат до 250 000 злотых, за серебряные до 150 000 и за бронзовые — до 100 000. Спортсмены, соревновавшиеся в командных видах спорта, получат 75 % от суммы, главные тренеры 50 %, а прочий обслуживающий персонал получит оставшуюся часть.

## Медалисты

### Золото
| Золото |                  |                                       |
| №      | Спортсмены       | Вид спорта (дисциплина)               |
| 1      | Юстина Ковальчик | Лыжные гонки (30 километров классика) |

### Серебро
| Серебро |                  |                                          |
| №       | Спортсмены       | Вид спорта (дисциплина)                  |
| 1       | Адам Малыш       | Прыжки с трамплина (нормальный трамплин) |
| 2       | Адам Малыш       | Прыжки с трамплина (большой трамплин)    |
| 3       | Юстина Ковальчик | лыжные гонки (спринт)                    |

### Бронза
| Бронза |                                                              |                                      |
| №      | Спортсмены                                                   | Вид спорта (дисциплина)              |
| 1      | Юстина Ковальчик                                             | Лыжные гонки (дуатлон 7,5 + 7,5 км.) |
| 2      | Катажина Бахледа-Цурусь, Катажина Возняк и Луиза Злотковская | Конькобежный спорт (командная гонка) |

#### 

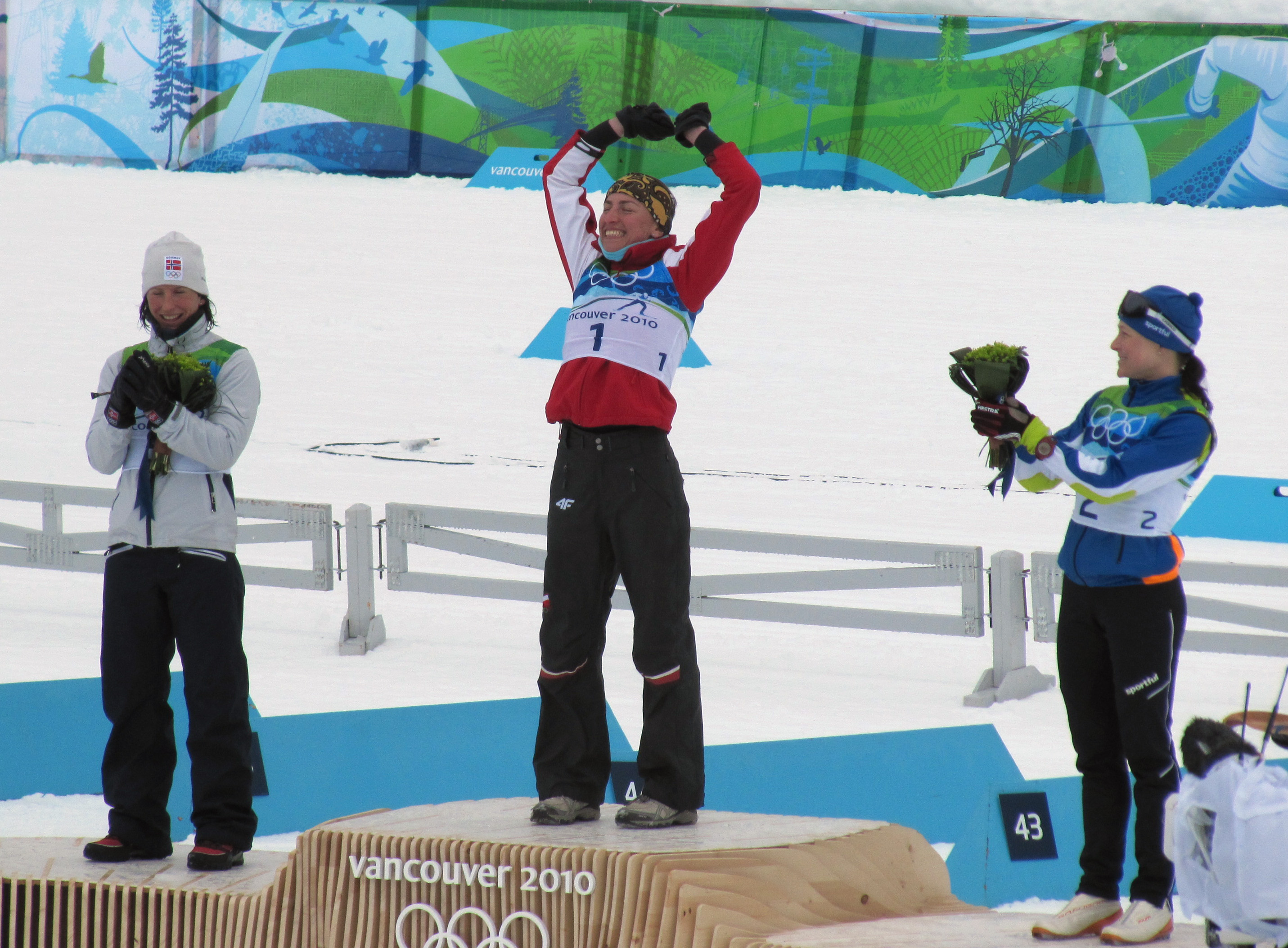
Юстина Ковальчик на церемонии награждения за первое место в гонке на 30 километров

## Результаты соревнований

### Биатлон
Мужчины
| Соревнование         | Спортсмены   | Стрельба | Результат | Место |
| -------------------- | ------------ | -------- | --------- | ----- |
| Спринт               | Томаш Сикора | 0+2      | 26:16,2   | 29    |
| Спринт               | Лукаш Щурек  | 1+1      | 29:02,0   | 85    |
| Гонка преследования  | Томаш Сикора | 1+1+0+1  | 35:14,3   | 18    |
| Индивидуальная гонка | Томаш Сикора | 1+1+0+0  | 49:43,8   | 7     |
| Индивидуальная гонка | Лукаш Щурек  | 1+0+1+1  | 54:36,7   | 59    |
| Масс-старт           | Томаш Сикора | 2+1+0+0  | 36:13,1   | 11    |

Женщины
| Соревнование         | Спортсмены                                                             | Стрельба    | Результат | Место |
| -------------------- | ---------------------------------------------------------------------- | ----------- | --------- | ----- |
| Спринт               | Кристина Палка                                                         | 0+0         | 20:54,3   | 21    |
| Спринт               | Магдалена Гвиздонь                                                     | 0+2         | 21:48,9   | 35    |
| Спринт               | Вероника Новаковская                                                   | 0+3         | 21:49,4   | 36    |
| Спринт               | Агнешка Цыль                                                           | 0+2         | 21:55,2   | 42    |
| Гонка преследования  | Кристина Палка                                                         | 1+0+1+0     | 33:07,6   | 24    |
| Гонка преследования  | Агнешка Цыль                                                           | 1+0+0+0     | 33:08,4   | 25    |
| Гонка преследования  | Вероника Новаковская                                                   | 0+0+1+1     | 33:24,2   | 28    |
| Гонка преследования  | Магдалена Гвиздонь                                                     | 0+1+1+0     | 33:45,8   | 31    |
| Индивидуальная гонка | Вероника Новаковская                                                   | 0+0+0+1     | 41:57,5   | 5     |
| Индивидуальная гонка | Агнешка Цыль                                                           | 0+1+0+0     | 42:32,5   | 7     |
| Индивидуальная гонка | Кристина Палка                                                         | 0+1+0+0     | 43:09,6   | 15    |
| Индивидуальная гонка | Магдалена Гвиздонь                                                     | 0+3+1+0     | 46:46,7   | 59    |
| Масс-старт           | Кристина Палка                                                         | 1+0+0+0     | 37:22,6   | 20    |
| Масс-старт           | Вероника Новаковская                                                   | 1+2+1+0     | 37:34,0   | 21    |
| Масс-старт           | Агнешка Цыль                                                           | 0+1+2+2     | 37:54,7   | 23    |
| Эстафета             | Кристина Палка, Магдалена Гвиздонь, Вероника Новаковская, Агнешка Цыль | 04+16+01+01 | 1:12:54,3 | 12    |

### Бобслей
Мужчины
| Соревнование | Спортсмены                                               | 1 заезд   | 1 заезд | 2 заезд   | 2 заезд | 3 заезд   | 3 заезд | 4 заезд   | 4 заезд | Итоговый результат | Итоговое место |
| Соревнование | Спортсмены                                               | Результат | Место   | Результат | Место   | Результат | Место   | Результат | Место   | Итоговый результат | Итоговое место |
| ------------ | -------------------------------------------------------- | --------- | ------- | --------- | ------- | --------- | ------- | --------- | ------- | ------------------ | -------------- |
| Двойки       | Давид Купчик, Марцин Невяра                              | 52,45     | 15      | 52,91     | 19      | 52,42     | 15      | 52,72     | 19      | 3:30,50            | 16             |
| Четвёрки     | Давид Купчик, Павел Мруз, Марцин Невяра, Михал Зблевский | 51,94     | 16      | 51,96     | 14      | 52,35     | 16      | 52,28     | 15      | 3:28,53            | 14             |

### Коньковые виды спорта

#### Конькобежный спорт
Мужчины
| Соревнование | Спортсмены          | 1 попытка | 1 попытка | 2 попытка | 2 попытка | Результат | Место |
| Соревнование | Спортсмены          | Результат | Место     | Результат | Место     | Результат | Место |
| ------------ | ------------------- | --------- | --------- | --------- | --------- | --------- | ----- |
| 500 метров   | Мацей Устынович     | 35,59     | 22        | 35,753    | 22        | 71,349    | 22    |
| 500 метров   | Конрад Недзьведский | 36,18     | 33        | 36,179    | 30        | 72,36     | 31    |
| 500 метров   | Мацей Бега          | 36,64     | 38        | 37,934    | 38        | 74,57     | 38    |
| 1000 метров  | Конрад Недзьведский |           |           |           |           | 1:11,24   | 27    |
| 1000 метров  | Мацей Устынович     |           |           |           |           | 1:12,10   | 32    |
| 1500 метров  | Конрад Недзьведский |           |           |           |           | 1:48,15   | 17    |
| 1500 метров  | Збигнев Брудка      |           |           |           |           | 1:49,45   | 27    |
| 5000 метров  | Славомир Хмура      |           |           |           |           | 6:33,20   | 16    |
| 10000 метров | Себастьян Друшкевич |           |           |           |           | 13:49,31  | 14    |

Женщины
Индивидуальные гонки
| Соревнование | Спортсмены              | Результат | Место |
| ------------ | ----------------------- | --------- | ----- |
| 1000 метров  | Катажина Бахледа-Цурусь | 1:19,00   | 31    |
| 1500 метров  | Катажина Бахледа-Цурусь | 1:59,53   | 15    |
| 1500 метров  | Луиза Злотковская       | 2:04,01   | 34    |
| 1500 метров  | Наталья Червонка        | 2:05,00   | 36    |
| 3000 метров  | Луиза Злотковская       | 4:19,13   | 24    |
| 3000 метров  | Катажина Возняк         | 4:22,35   | 28    |

Командная гонка
| Соревнование    | Спортсмены                                                  | Четвертьфинал              | Полуфинал                   | Финал    | Финал                   | Место |
| Соревнование    | Спортсмены                                                  | Соперник Результат         | Соперник Результат          | Название | Соперник Результат      | Место |
| --------------- | ----------------------------------------------------------- | -------------------------- | --------------------------- | -------- | ----------------------- | ----- |
| Командная гонка | Катажина Бахледа-Цурусь, Катажина Возняк, Луиза Злотковская | Россия · выиграли; 3:02,90 | Япония · проиграли; 3:02,92 | C        | США · выиграли; 3:03,73 | 3     |

#### Фигурное катание
| Соревнование              | Спортсмены                         | Короткая программа | Короткая программа | Произвольная программа | Произвольная программа | Всего     | Всего |
| Соревнование              | Спортсмены                         | Результат          | Место              | Результат              | Место                  | Результат | Место |
| ------------------------- | ---------------------------------- | ------------------ | ------------------ | ---------------------- | ---------------------- | --------- | ----- |
| Мужское одиночное катание | Пшемыслав Доманьский               | 52,14              | 28                 | NQ                     | NQ                     | 52,14     | 28    |
| Женское одиночное катание | Анна Юркевич                       | 36,10              | 30                 | NQ                     | NQ                     | 36,10     | 30    |
| Парное катание            | Йоанна Сулей / Матеуш Хрущчиньский | 39,30              | 20                 | 86,52                  | 18                     | 125,82    | 18    |

#### Шорт-трек
Мужчины
| Соревнование | Спортсмены    | Четвертьфинал | Четвертьфинал | Полуфинал | Полуфинал | Финал    | Финал     | Финал | Итоговое место |
| Соревнование | Спортсмены    | Результат     | Место         | Результат | Место     | Название | Результат | Место | Итоговое место |
| ------------ | ------------- | ------------- | ------------- | --------- | --------- | -------- | --------- | ----- | -------------- |
| 1500 метров  | Якуб Яворский | 2:19,163      | 4             | NQ        | NQ        | NQ       | NQ        | NQ    | 27             |

Женщины
| Соревнование | Спортсмены           | Отборочный раунд | Отборочный раунд | Четвертьфинал | Четвертьфинал | Полуфинал | Полуфинал | Финал    | Финал     | Финал | Итоговое место |
| Соревнование | Спортсмены           | Результат        | Место            | Результат     | Место         | Результат | Место     | Название | Результат | Место | Итоговое место |
| ------------ | -------------------- | ---------------- | ---------------- | ------------- | ------------- | --------- | --------- | -------- | --------- | ----- | -------------- |
| 500 метров   | Патрицья Малишевская | 58,649           | 4                | NQ            | NQ            | NQ        | NQ        | NQ       | NQ        | NQ    | 29             |
| 1000 метров  | Паула Бзура          | 1:31,338         | 2                | 1:32,662      | 4             | NQ        | NQ        | NQ       | NQ        | NQ    | 14             |
| 1500 метров  | Патрицья Малишевская |                  |                  | 2:25,586      | 6             | NQ        | NQ        | NQ       | NQ        | NQ    | 29             |
| 1500 метров  | Паула Бзура          |                  |                  | DSQ           | —             | NQ        | NQ        | NQ       | NQ        | NQ    | 33             |

### Лыжные виды спорта

#### Горнолыжный спорт
Женщины
| Соревнование      | Спортсмены                | Скоростной спуск/ 1 спуск | Слалом/ 2 спуск | Всего   | Место |
| ----------------- | ------------------------- | ------------------------- | --------------- | ------- | ----- |
| Скоростной спуск  | Агнешка Гонсеница-Даниэль |                           |                 | 1:55,10 | 32    |
| Суперкомбинация   | Агнешка Гонсеница-Даниэль | 1:30,28                   | 45,96           | 2:16,24 | 25    |
| Супергигант       | Агнешка Гонсеница-Даниэль |                           |                 | 1:24,31 | 23    |
| Гигантский слалом | Агнешка Гонсеница-Даниэль | DNF                       | —               | —       | —     |
| Слалом            | Агнешка Гонсеница-Даниэль | 57,06                     | 55,13           | 1:52,19 | 35    |

#### Лыжные гонки
Мужчины
Дистанция
| Соревнование           | Спортсмен     | Результат | Место |
| ---------------------- | ------------- | --------- | ----- |
| 15 км свободным стилем | Мацей Кречмер | 37:38,0   | 66    |

Спринт
| Соревнование     | Спортсмены                    | Квалификация | Квалификация | Четвертьфинал | Четвертьфинал | Полуфинал | Полуфинал | Финал     | Финал |
| Соревнование     | Спортсмены                    | Результат    | Место        | Результат     | Место         | Результат | Место     | Результат | Место |
| ---------------- | ----------------------------- | ------------ | ------------ | ------------- | ------------- | --------- | --------- | --------- | ----- |
| Спринт           | Мацей Кречмер                 | 3:41,35      | 28           | 3:39,6        | 5             | NQ        | NQ        | NQ        | NQ    |
| Спринт           | Януш Кренжелок                | 3:41,34      | 27           | 3:39,1        | 6             | NQ        | NQ        | NQ        | NQ    |
| Командный спринт | Мацей Кречмер, Януш Кренжелок |              |              |               |               | 19:07,2   | 6         | NQ        | NQ    |

Женщины
Дистанция
| Соревнование         | Спортсмены                                                          | Результат | Место |
| -------------------- | ------------------------------------------------------------------- | --------- | ----- |
| Индивидуальная гонка | Юстина Ковальчик                                                    | 25:20,1   | 5     |
| Индивидуальная гонка | Сильвия Яськовец                                                    | 26:37,2   | 28    |
| Индивидуальная гонка | Паулина Мацюшек                                                     | 27:22,1   | 44    |
| Индивидуальная гонка | Корнелия Марек                                                      | DSQ       | —     |
| Гонка преследования  | Юстина Ковальчик                                                    | 40:07,4   | 3     |
| Гонка преследования  | Сильвия Яськовец                                                    | 42:54,8   | 34    |
| Гонка преследования  | Паулина Мацюшек                                                     | 44:56,6   | 51    |
| Гонка преследования  | Корнелия Марек                                                      | DSQ       | —     |
| 30 км классикой      | Юстина Ковальчик                                                    | 1:30:33,7 | 1     |
| 30 км классикой      | Сильвия Яськовец                                                    | 1:34:59,1 | 24    |
| 30 км классикой      | Паулина Мацюшек                                                     | 1:36:31,7 | 28    |
| 30 км классикой      | Корнелия Марек                                                      | DSQ       | —     |
| Эстафета             | Корнелия Марек, Юстина Ковальчик, Паулина Мацюшек, Сильвия Яськовец | DSQ       | —     |

Спринт
| Соревнование     | Спортсмены                       | Квалификация | Квалификация | Четвертьфинал | Четвертьфинал | Полуфинал | Полуфинал | Финал     | Финал |
| Соревнование     | Спортсмены                       | Результат    | Место        | Результат     | Место         | Результат | Место     | Результат | Место |
| ---------------- | -------------------------------- | ------------ | ------------ | ------------- | ------------- | --------- | --------- | --------- | ----- |
| Спринт           | Юстина Ковальчик                 | 3:43,35      | 5            | 3:38,8        | 1             | 3:38,0    | 1         | 3:40,3    | 2     |
| Командный спринт | Корнелия Марек, Сильвия Яськовец |              |              |               |               | DSQ       | —         | NQ        | NQ    |

#### Прыжки на лыжах с трамплина
| Соревнование                  | Спортсмены                                             | Квалификация | Квалификация | Финал     | Финал    | Финал     | Финал    | Финал | Финал |
| Соревнование                  | Спортсмены                                             | Результат    | Место        | 1 прыжок  | 1 прыжок | 2 прыжок  | 2 прыжок | Всего | Место |
| Соревнование                  | Спортсмены                                             | Результат    | Место        | Результат | Место    | Результат | Место    | Всего | Место |
| ----------------------------- | ------------------------------------------------------ | ------------ | ------------ | --------- | -------- | --------- | -------- | ----- | ----- |
| Нормальный трамплин           | Адам Малыш                                             | —            | PQ           | 132,5     | 3        | 137,0     | 3        | 269,5 | 2     |
| Нормальный трамплин           | Камиль Стох                                            | 127,5        | 12           | 118,5     | 22       | 113,5     | 30       | 232,0 | 27    |
| Нормальный трамплин           | Стефан Хула                                            | 125,5        | 17           | 112,5     | 31       | NQ        | NQ       | 112,5 | 31    |
| Нормальный трамплин           | Кшиштоф Ментус                                         | 126,5        | 15           | 109,0     | 36       | NQ        | NQ       | 109,0 | 36    |
| Большой трамплин              | Адам Малыш                                             | —            | PQ           | 138,1     | 2        | 131,3     | 6        | 269,4 | 2     |
| Большой трамплин              | Камиль Стох                                            | 125,3        | 17           | 114,3     | 13       | 109,8     | 20       | 224,1 | 14    |
| Большой трамплин              | Стефан Хула                                            | 127,6        | 14           | 106,5     | 20       | 110,7     | 16       | 217,2 | 19    |
| Большой трамплин              | Кшиштоф Ментус                                         | 127,0        | 16           | 84,7      | 36       | NQ        | NQ       | 84,7  | 36    |
| Большой трамплин среди команд | Стефан Хула, Лукаш Рутковский, Камиль Стох, Адам Малыш |              |              | 484,0     | 6        | 512,7     | 6        | 996,7 | 6     |

#### Сноуборд
Хафпайп
| Соревнование | Спортсмены       | Квалификация | Квалификация | Квалификация | Полуфинал | Полуфинал | Полуфинал | Финал     | Финал     | Финал     |
| Соревнование | Спортсмены       | 1 спуск      | 2 спуск      | Место        | 1 спуск   | 2 спуск   | Место     | 1 спуск   | 2 спуск   | Место     |
| ------------ | ---------------- | ------------ | ------------ | ------------ | --------- | --------- | --------- | --------- | --------- | --------- |
| Мужчины      | Михал Лигоцкий   | 10,8         | 11,1         | 19           | не прошёл | не прошёл | не прошёл | не прошёл | не прошёл | не прошёл |
| Женщины      | Паулина Лигоцкая | 10,9         | 11,1         | 28           | не прошла | не прошла | не прошла | не прошла | не прошла | не прошла |

Бордеркросс
| Соревнование | Спортсмены      | Квалификация | Квалификация | 1/8 финала | Четвертьфинал | Полуфинал | Финал     | Место |
| Соревнование | Спортсмены      | Результат    | Место        | 1/8 финала | Четвертьфинал | Полуфинал | Финал     | Место |
| ------------ | --------------- | ------------ | ------------ | ---------- | ------------- | --------- | --------- | ----- |
| Мужчины      | Мацей Йодко     | 1:24,11      | 27           | 3          | не прошёл     | не прошёл | не прошёл | 28    |
| Мужчины      | Матеуш Лигоцкий | 1:24,11      | 28           | 4          | не прошёл     | не прошёл | не прошёл | 29    |

#### Фристайл
Ски-кросс
| Соревнование | Спортсмены     | Квалификация | Квалификация | 1/8 финала | Четвертьфинал | Полуфинал | Финал     |           |
| Соревнование | Спортсмены     | Результат    | Место        | 1/8 финала | Четвертьфинал | Полуфинал | Финал     |           |
| ------------ | -------------- | ------------ | ------------ | ---------- | ------------- | --------- | --------- | --------- |
| Женщины      | Каролина Римен | 1:21,36      | 26           | 2          | 4             | не прошла | не прошла | не прошла |

### Санный спорт
Мужчины
| Соревнование | Спортсмены      | 1 заезд   | 1 заезд | 2 заезд   | 2 заезд | 3 заезд   | 3 заезд | 4 заезд   | 4 заезд | Итоговый результат | Итоговое место |
| Соревнование | Спортсмены      | Результат | Место   | Результат | Место   | Результат | Место   | Результат | Место   | Итоговый результат | Итоговое место |
| ------------ | --------------- | --------- | ------- | --------- | ------- | --------- | ------- | --------- | ------- | ------------------ | -------------- |
| Одиночки     | Мацей Куровский | 49,427    | 29      | 49,200    | 24      | 49,361    | 20      | 49,039    | 23      | 3:17,027           | 23             |

Женщины
| Соревнование | Спортсмены         | 1 заезд   | 1 заезд | 2 заезд   | 2 заезд | 3 заезд   | 3 заезд | 4 заезд   | 4 заезд | Итоговый результат | Итоговое место |
| Соревнование | Спортсмены         | Результат | Место   | Результат | Место   | Результат | Место   | Результат | Место   | Итоговый результат | Итоговое место |
| ------------ | ------------------ | --------- | ------- | --------- | ------- | --------- | ------- | --------- | ------- | ------------------ | -------------- |
| Одиночки     | Эвелина Сташулонек | 41,975    | 10      | 41,816    | 10      | 41,948    | 6       | 41,882    | 4       | 2:47,621           | 8              |